# I kadencja Sejmu Krajowego Galicji
I kadencja Sejmu Krajowego Galicji – pierwsza kadencja Sejmu Krajowego Galicji, odbywająca się w latach 1861–1867 we Lwowie.

## Sesje Sejmu

### I sesja
Pierwsza sesja odbyła się w dniach 15-26 kwietnia 1861. Marszałkiem krajowym był książę Leon Ludwik Sapieha, zastępcą biskup lwowski Spirydion Litwinowicz, namiestnikiem Alexander von Mensdorff-Pouilly, komisarzem rządowym Karol Mosch.
W czasie sesji powołano 3 komisje (zwane wydziałami), odbyto 9 posiedzeń.

### II sesja
Druga sesja odbyła się w dniach 12-31 stycznia 1863. Marszałkiem krajowym był książę Leon Sapieha, zastępcą biskup lwowski Spirydion Litwinowicz, namiestnikiem Alexander von Mensdorff-Pouilly, komisarzem rządowym Karol Mosch, radcami Antoni Mrawincsis i Ludwik Possinger-Choborski.
W czasie sesji powołano 8 komisji, odbyto 9 posiedzeń.

### III sesja
Trzecia sesja odbyła się w dniach 23 listopada 1865 – 28 kwietnia 1866. Marszałkiem krajowym był książę Leon Sapieha, zastępcą biskup lwowski Spirydion Litwinowicz, namiestnikiem Franz Xaver Freiherr von Baumgarten, komisarzem rządowym Ludwik Possinger-Choborski.
W czasie sesji powołano 16 komisji, odbyto 78 posiedzeń.

### IV sesja
Czwarta sesja odbyła się w dniach 19 listopada-31 grudnia 1866. Marszałkiem krajowym był książę Leon Sapieha, zastępcą biskup lwowski Spirydion Litwinowicz, namiestnikiem Agenor Romuald Gołuchowski, komisarzem rządowym Ludwik Possinger-Choborski.
W czasie sesji powołano 9 komisji, odbyto 26 posiedzeń.

## Skład Sejmu

### Wiryliści
- Franciszek Ksawery Wierzchleyski – rzymskokatolicki arcybiskup lwowski
- Hryhorij Jachymowycz – greckokatolicki arcybiskup lwowski
- Grzegorz Michał Szymonowicz – ormiańskokatolicki arcybiskup lwowski
- Adam Jasiński – rzymskokatolicki biskup przemyski (uczestniczył tylko w I sesji, po jego śmierci miejsce pozostało nieobsadzone)
- Toma Polanśkyj – greckokatolicki biskup przemyski
- Józef Alojzy Pukalski – rzymskokatolicki biskup tarnowski
- Spirydion Litwinowicz – tytularny biskup Canato

Rektorzy Uniwersytetu Lwowskiego (obsadzali miejsca, jeżeli w czasie ich rocznej kadencji wypadała sesja Sejmu):
- Hryhorij Jachymowycz (1861)
- Fryderyk Rulf (1863)
- Jakiw Hołowacki (1864)
- Łukasz Solecki (1865)
- Euzebiusz Czerkawski (1866)

Rektorzy Uniwersytetu Jagiellońskiego (obsadzali miejsca, jeżeli w czasie ich rocznej kadencji wypadała sesja Sejmu):
- Piotr Bartynowski (1861)
- Ignacy Rafał Czerwiakowski (1863)
- Karol Teliga (1864)
- Antoni Wachholz (1865)
- Franciszek Tomasz Bratranek (1866)

### Posłowie obieralni

#### I kuria
- Obwód krakowski:
  - Leon Ludwik Sapieha
  - Leonard Wężyk
  - Atanazy Benoe (w 1865 na jego miejsce wybrano Ludwika Wodzickiego)
  - Franciszek Paszkowski
  - Józef Dietl
  - Mikołaj Zyblikiewicz
- Obwód brzeżański:

Początkowo w tym obwodzie zostali wybrani Leon Sapieha i Aleksander Dunin Borkowski. Jednak Sapieha zdobył mandat z I kurii w Krakowie, a Dunin Borkowski w III kurii we Lwowie, zrzekli się mandatów w Brzeżanach, i odbyły się wybory uzupełniające, a posłami zostali:
- - Alojzy Bocheński
  - Jan Jaruntowski
  - Zenon Cywiński
- Obwód przemyski:

Początkowo w tym obwodzie został wybrany Leon Sapieha, zrzekł się jednak mandatu w Przemyślu, i odbyły się wybory uzupełniające, w których wybrany został Adam Sapieha.
- - Seweryn Smarzewski
  - Maurycy Kraiński
  - Adam Stanisław Sapieha (zrzekł się mandatu w 1863, na jego miejsce wybrano Zygmunta Kozłowskiego)
- Obwód złoczowski:
  - Karol Hubicki
  - Kazimierz Dzieduszycki (zrzekł się mandatu w 1863, na jego miejsce wybrano 21 grudnia 1865 Michała Gnoińskiego)
  - Kazimierz Wodzicki (na jego miejsce wybrano 21 grudnia 1865 Włodzimierza Dzieduszyckiego)
- Obwód czortkowski:
  - Tomasz Horodyski[1]
  - Leoncjusz Wybranowski (28 grudnia 1865 na jego miejsce wybrano Józefa Geringera)
  - Włodzimierz Cielecki (28 grudnia 1865 na jego miejsce wybrano Włodzimierza Russockiego)
- Obwód tarnowski:
  - Wincenty Rogaliński (na jego miejsce 14 czerwca 1866 wybrano Leona Gołaszewskiego)
  - Józef Piasecki (złożył mandat w 1863, wkrótce potem zmarł, na jego miejsce w tym samym roku wybrano Stanisława Starowieyskiego)
  - Władysław Hieronim Sanguszko
- Obwód tarnopolski:
  - Kazimierz Grocholski
  - Kazimierz Szeliski
  - Włodzimierz Baworowski (za Leona Sapiehę, który zrzekł się mandatu)
- Obwód sanocki:
  - Aleksander Dobrzański (zmarł w 1866, na jego miejsce wybrano Józefa Majera)
  - Ludwik Skrzyński
  - Felicjan Laskowski
- Obwód samborski:
  - Aleksander Fredro (złożył mandat po I sesji, na jego miejsce wybrano Alfreda Młockiego)
  - Ludwik Dolański (złożył mandat 11 stycznia 1866, na jego miejsce wybrano Jana Aleksandra Fredro)
  - Henryk Janko (aresztowany za udział w powstaniu styczniowym, na jego miejsce wybrano w 1865 Edwarda Gniewosza)
- Obwód żółkiewski:
  - Jan Czajkowski (wybrany w miejsce Leona Sapiehy, który nie przyjął mandatu)
  - Jerzy Henryk Lubomirski (wybrany w miejsce Włodzimierza Dzieduszyckiego, który nie przyjął mandatu)
  - Henryk Wodzicki
- Obwód sądecki:
  - Marceli Feliks Drohojowski (na jego miejsce 21 grudnia 1865 wybrano Franciszka Trzecieskiego)
  - Faustyn Żuk-Skarszewski
- Obwód rzeszowski:
  - Ignacy Skrzyński
  - Juwenal Boczkowski
- Obwód stryjski:
  - Aleksander Stanisław Dzieduszycki (na jego miejsce 21 grudnia 1865 wybrano Zygmunta Sawczyńskiego)
  - Oktaw Pietruski (wybrany za Franciszka Jana Smolkę, który wybrał mandat we Lwowie)
- Obwód stanisławowski:
  - Władysław Dzieduszycki (w 1865 na jego miejsce wybrano Apolinarego Hoppena)
  - Eustachy Rylski (w 1865 na jego miejsce wybrano Maurycego Kabata)
- Obwód kołomyjski:
  - Kajetan Agopsowicz (na jego miejsce w 1865 wybrano Włodzimierza Russockiego)
  - Antoni Golejewski (złożył mandat 19 stycznia 1863, został wybrany powtórnie)
- Obwód lwowski:
  - Kornel Krzeczunowicz

#### II kuria
- Józef Breuer (Izba lwowska)
- Wincenty Kirchmajer (Izba krakowska)
- Alfred Hausner (Izba brodzka)

#### III kuria
- Okręg Lwów:
  - Marek Dubs
  - Franciszek Jan Smolka
  - Florian Ziemiałkowski (został aresztowany po powstaniu i utracił bierne prawo wyborcze, na jego miejsce wybrano Agenora Romualda Gołuchowskiego)
  - Aleksander Dunin Borkowski
- Okręg Kraków:
  - Antoni Zygmunt Helcel (złożył mandat po I sesji, na jego miejsce wybrano Ignacego Lipczyńskiego)
  - Leon Skorupka (na jego miejsce w 1865 wybrano Michała Koczyńskiego)
  - Symeon Samelsohn
- Okręg Przemyśl:
  - Grzegorz Ziembicki
- Okręg Stanisławów:
  - Jakub Krzysztofowicz (zmarł w czasie kadencji)
- Okręg Tarnopol:
  - Feliks Reyzner (Reisner) (zmarł w czasie kadencji, na jego miejsce wybrano Zygmunta Rodakowskiego)
- Okręg Brody:
  - Majer Kallir
- Okręg Jarosław:
  - Antoni Juśkiewicz (na jego miejsce 16 stycznia 1866 wybrano Władysława Badeniego)
- Okręg Drohobycz:
  - Jakub Zakrzewski
- Okręg Biała:
  - Andrzej Seidler-Wiślański
- Okręg Nowy Sącz:
  - Julian Gutowski
- Okręg Tarnów:
  - Klemens Rutowski
- Okręg Rzeszów:
  - Wiktor Zbyszewski
- Okręg Sambor:
  - Teodor Szemelowski
- Okręg Stryj:
  - Zygmunt Zatwarnicki
- Okręg Kołomyja:
  - Lazar Dubs (w 1865 na jego miejsce wybrano Maksymiliana Landesbergera)

#### IV kuria
Według numerów okręgów wyborczych:
1. Okręg Lwów-Winniki-Szczerzec – ks. Jakiw Szwedycki (jego wybór Sejm zawiesił, a potem unieważnił, w 1863 wybrany powtórnie)
2. Okręg Gródek-Janów – ks. Łew Treszczakiwśkyj (w 1863 jego wybór unieważniono, został wybrany powtórnie, wybór znowu unieważniono. Mandat uznano za opróżniony i 15 października 1866 na to miejsce został wybrany Iwan Kowałyszyn)
3. Okręg Brzeżany-Przemyślany – ks. Teofil Pawłykiw
4. Okręg Bóbrka-Chodorów – ks. Hipolit Dżerowycz
5. Okręg Rohatyn-Bursztyn – Wasyl Seńkiw (na jego miejsce 30 listopada 1865 wybrano Jakuba Kulczyckiego)
6. Okręg Podhajce-Kozowa – ks. Łew Polowyj
7. Okręg Zaleszczyki-Tłuste – Stefan Dwoliński
8. Okręg Borszczów-Mielnica – Fedor Andrejczuk
9. Okręg Czortków-Jazlowiec-Budzanów – Iwan Karpyneć
10. Okręg Kopyczyńce-Husiatyn – Iwan Borysykewycz
11. Okręg Kołomyja-Gwoździec-Peczeniżyn – Mykoła Kowbasiuk
12. Okręg Horodenka-Obertyn – Hryć Procak
13. Okręg Kosów-Kuty – ks. Sofron Wytwyćkyj (złożył mandat po I sesji, w 1863 na jego miejsce wybrano Kostia Łepkaluka)
14. Okręg Śniatyń-Zabołotów – ks. Iwan Łewyćkyj (w 1863 wybrano na jego miejsce Iwana Zaparyluka lub Zacharyniuka. Pierwszy jego wybór został zakwestionowany, został wybrany powtórnie)
15. Okręg Przemyśl-Niżankowice – ks. Hryhorij Hynyłewycz
16. Okręg Jarosław-Sieniawa-Radymno – ks. Antin Dobrianśkyj
17. Okręg Jaworów-Krakowiec – ks. Josyp Łozynśkyj (pierwotnie wybrany Hryhorij Hynyłewycz nie przyjął mandatu)
18. Okręg Mościska-Sądowa Wisznia – Ołeksa Bałabuch (Sejm unieważnił wybór, na jego miejsce powołano Walentyna Bilewicza)
19. Okręg Sambor-Stare Miasto-Stara Sól – Julijan Ławriwśkyj
20. Okręg Turka-Borynia – Szymon Tarczanowski
21. Okręg Drohobycz-Podbuż – Mychajło Kaczkowśkyj
22. Okręg Rudki-Komarno – ks. Julijan Nehrebećkyj
23. Okręg Łąka-Medenice – Osyp Krawciw
24. Okręg Sanok-Rymanów-Bukowsko – Iwan Łapiczak
25. Okręg Lisko-Baligród-Lutowiska – Mychajło Staruch
26. Okręg Dobromil-Ustrzyki Dolne-Bircza – Iwan Rusiecki
27. Okręg Dubiecko-Brzozów – Antoni Błaz (jego wybór unieważniono na sesji w 1863 roku, na jego miejsce wybrano ks. Wojciecha Stępka, wybór został unieważniony, ale w kolejnych wyborach wybrano ponownie ks. Stępka)
28. Okręg Stanisławów-Halicz – Ołeksa Koroluk
29. Okręg Bohorodczany-Sołotwina – ks. Antin Mohylnyćkyj
30. Okręg Monasterzyska-Buczacz – ks. Mychajło Małynowśkyj
31. Okręg Nadwórna-Delatyn – Mykoła Ławrynowycz
32. Okręg Tyśmienica-Tłumacz – Mychajło Hrycak
33. Okręg Stryj-Skole – ks. Mykoła Ustyjanowycz
34. Okręg Dolina-Bolechów-Rożniatów – ks. Iwan Huszałewycz
35. Okręg Kałusz-Wojniłów – ks. Antoni Petruszewicz
36. Okręg Mikołajów-Żurawno – ks. Mychajło Kuzemśkyj (pierwotnie wybrany ks. Jakiw Szwedyćkyj nie przyjął mandatu)
37. Okręg Tarnopol-Ihrowica-Mikulińce – Teodor Biłous
38. Okręg Skałat-Grzymałów – Antoni Rogalski
39. Okręg Zbaraż-Medyń – ks. Stepan Kaczała
40. Okręg Trembowla-Złotniki – ks. Mychajło Kuryłowycz
41. Okręg Złoczów-Gliniany – ks. Iwan Naumowycz
42. Okręg Łopatyn-Brody-Radziechów – Adam Stocki
43. Okręg Busk-Kamionka Strumiłowa-Olesko – Ilko Zahorojko (3 stycznia 1863 aresztowany pod zarzutami kryminalnymi, oczyszczony z zarzutów, powrócił jako poseł)
44. Okręg Załośce-Zborów – ks. Wasyl Fortuna
45. Okręg Żółkiew-Kulików-Mosty Wielkie – ks. Antin Juzyczynski
46. Okręg Bełz-Uhnów-Sokal – Joachim Chomiński (wybór ten zakwestionowano, bo jako dyrektor policji Chomiński prowadził antypolską działalność, łamiąc prawo. Uczestniczył w sesji 1863 roku, później opróżnił mandat, a na jego miejsce wybrano Mykołę Demkowa)
47. Okręg Lubaczów-Cieszanów – Amwrosij Janowśkyj
48. Okręg Rawa-Niemirów – Antoni Pawęcki (wybrany w tym okręgu Ambroży Janowski nie przyjął mandatu)
49. Okręg Kraków-Mogiła-Liszki-Skawina – Walery Wielogłowski (zmarł 4 czerwca 1865, na jego miejsce 20 listopada 1865 wybrano Ludwika Szumańczowskiego)
50. Okręg Chrzanów-Jaworzno-Krzeszowice – Adam Józef Potocki
51. Okręg Bochnia-Niepołomice-Wiśnicz – Tomasz Drozd
52. Okręg Brzesko-Radłów-Wojnicz – Piotr Hebda
53. Okręg Wieliczka-Podgórze-Dobczyce – Nikodem Bętkowski (zmarł w 1865, na jego miejsce 30 listopada 1865 wybrano Marcina Dziewońskiego)
54. Okręg Jasło-Brzostek-Frysztak – Michał Żebracki (jego wybór unieważniono na sesji w 1863, na jego miejsce wybrano Jana Kobaka, którego wybór zakwestionowano, jednak w końcu zdobył mandat posła)
55. Okręg Gorlice-Biecz – Karol Rogawski (złożył mandat w 1865, na jego miejsce 30 listopada 1865 wybrano Andrzeja Rydzowskiego)
56. Okręg Dukla-Krosno-Żmigród – Maciej Pudło
57. Okręg Rzeszów-Głogów – Józef Liszcz
58. Okręg Łańcut-Przeworsk – Wawrzyniec Szpunar
59. Okręg Leżajsk-Sokołów-Ulanów – Alfred Potocki (zmarł 23 grudnia 1862, na jego miejsce w 1863 został wybrany Alfred Józef Potocki)
60. Okręg Rozwadów-Tarnobrzeg-Nisko – Jan Kobylarz
61. Okręg Tyczyn-Strzyżów – ks. Leopold Olcyngier (na opróżnione przez niego miejsce wybrano 15 września 1866 Stanisława Szurleja, ale Sejm uznał ten wybór za nieważny)
62. Okręg Nowy Sącz-Grybów-Ciężkowice – Szymon Trochanowski (wybór został zakwestionowany, ale na sesji w 1863 uznano go za ważny)
63. Okręg Stary Sącz-Krynica – Michał Kmietowicz
64. Okręg Nowy Targ-Krościenko – Maksymilian Marszałkowicz (po jego rezygnacji, 30 listopada 1865 wybrano na jego miejsce Józefa Żabińskiego)
65. Okręg Limanowa-Skrzydlna – Wojciech Zelek (po jego śmierci 27 grudnia 1861, na jego miejsce w 1863 wybrano Michała Cichorza, wybór został zakwestionowany przez Sejm, w kolejnych wyborach został wybrany ponownie Michał Cichorz)
66. Okręg Tarnów-Tuchów – Michał Witalis
67. Okręg Dąbrowa-Żabno – ks. Stanisław Morgenstern
68. Okręg Dębica-Pilzno – Jan Przybyło (złożył mandat po I sesji, na jego miejsce w 1863 wybrano Jana Kozioła. Jego wybór został unieważniony, ale w powtórnych wyborach ponownie wybrano Jana Kozioła)
69. Okręg Ropczyce-Kolbuszowa – ks. Ludwik Ruczka
70. Okręg Mielec-Zassów – Maciej Czechura
71. Okręg Wadowice-Kalwaria-Andrychów – Józef Baum (na jego miejsce 30 listopada 1865 wybrano Ludwika Kapiszewskiego)
72. Okręg Kenty-Biała-Oświęcim – Franciszek Krawczyk
73. Okręg Myślenice-Jordanów-Maków – Michał Leśniak (jego wybór unieważniono, został wybrany ponownie w 1863, wybór ponownie unieważniono, na jego miejsce wybrano Józefa Zdunia, którego wybór także unieważniono, ale w powtórnych wyborach został znowu wybrany)
74. Okręg Żywiec-Ślemień-Milówka – Jan Siwiec (jego wybór unieważniono na sesji w 1863, na jego miejsce wybrano ks. Antoniego Antałkiewicza, którego wybór w 1866 uznano za nieważny. W ponownych wyborach wybrano Józefa Wolnego)